# IPhone 11
iPhone 11 je pametni telefon koji dizajnira, razvija i prodaje Apple Inc. Trinaesta je generacija iPhonea i nasljednik iPhonea XR. Predstavio ga je Tim Cook 10. rujna 2019. u Cupertinu (Kalifornija) uz luksuzni model iPhone 11 Pro. Prednarudžbe su počele 13. rujna 2019., a telefon je službeno pušten u prodaju 20. rujna 2019., dan nakon objave softvera iOS 13.
Najveće promjene u odnosu na iPhone XR jesu čip Apple A13 Bionic i ultraširokokutna kamera. Dok iPhone 11 Pro dolazi s punjačem Lightning na USB-C od 18 W, iPhone 11 dolazi s istim punjačem od 5 W koji je dolazio uz prošle modele, iako oba modela podržavaju brzo punjenje od 18 W. Uređaj je dobio nadogradnju na iOS 14 17. rujna 2020.

## Povijest
Gotovo sve pojedinosti o telefonu isplivale su na internet prije službene objave, uključujući sve specifikacije i vanjski izgled uređaja. Ispostavilo se da je veći dio podataka bio točan, poput činjenice da su kamere poboljšane i da je zadržan urez za prednju kameru koji se prvi put pojavio na iPhoneu X. Na službenim pozivnicama koje su dobili novinari bio je naslikan stakleni šareni logotip Applea, što su pojedini kritičari povezali s mogućnosti pojave modelâ u novim bojama i novim dizajnom kamera.

## Dizajn
Dostupan je u šest boja: crnoj, zelenoj, žutoj, ljubičastoj, bijeloj i posebnoj crvenoj za Product Red. Na vrhu zaslona nalazi se urez za sustav kamera TrueDepth i zvučnik, slično prethodniku. Kamere sa stražnje strane uređaja nisu u ravnini s kućištem, već su uzdignute i bljeskalica je iste veličine kao ona u iPhoneu 11 Pro, s tim da iPhone 11 ima dvije kamera, a Pro tri. Kućište stražnjih kamera na iPhoneu 11 napravljeno je od mat stakla, a sam stražnji dio telefona od sjajnog stakla, dok je kod modela Pro obrnuto. Logotip Applea sad je centriran na stražnjoj strani uređaja i ispod nema teksta, što je promjena u odnosu na prethodne modele.
| Boja | Naziv         |
| ---- | ------------- |
|      | Crna          |
|      | Bijela        |
|      | Ljubičasta    |
|      | Žuta          |
|      | Zelena        |
|      | Product (Red) |

## Specifikacije

### Hardver
iPhone 11, kao i iPhone 11 Pro, koristi Appleov procesor A13 Bionic koji sadrži neuronski pogon treće generacije. Dostupni su modeli sa skladišnim prostorom od 64, 128 i 256 GB, a svaki ima 4 GB RAM-a. Otporan je na vodu, prašinu, prljavštinu (oznaka IP68) i može biti pod vodom na dubini od dva metra do 30 minuta. Međutim, jamstvo ne pokriva oštećenja tekućinom. Oba telefona, poput prošlih modela, nemaju 3,5 milimetarski priključak za slušalice i dolaze sa žičanom inačicom slušalica EarPods koje se priključuju preko ulaza Lightning. To je prvi pametni telefon s ultraširokopojasnim hardverom (pruža ga čip Apple U1).

#### Zaslon
Zaslon ima dijagonalu od 6,1 inča (15,5 cm) i koristi tehnologiju IPS LCD, dok model Pro koristi OLED.
Rezolucija je 1792 × 828 piksela (1,5 megapiksel, 326 ppi) s maksimalnom svjetlinom od 625 nita i omjerom kontrasta 1400:1. Podržava Dolby Vision, HDR10, True Tone i široki spektar boja (P3). Kao što je slučaj i s modelima 11 Pro, XR, XS i X, na vrhu zaslona nalazi se urez za sustav kamera TrueDepth i zvučnik. Zaslon također ima oleofobnu oblogu otpornu na otiske prstiju. Apple je u rujnu 2019. najavio da će iPhone 11 i 11 Pro prikazati upozorenje kad se zaslon zamijeni neovlaštenim dijelom. Kao razlog naveli su da bi moglo doći do raznoraznih problema ako se tijekom popravka upotrijebe pogrešni dijelovi ili se pogrešno popravi.

#### Kamera
Straga se nalaze kamere od 12 MP: ultraširokokutna s otvorom blende ƒ/2,4, vidnim poljem od 120° i dvostrukim optičkim smanjivanjem, kao i širokokutna s otvorom blende ƒ/1,8. Najveća rezolucija koju uređaj podržava za videosnimanje jest 4K pri 60 fps, a može snimati usporene videozapise u rezoluciji 1080p do 240 fps. Podržana je i mogućnost fokusiranja zvuka na područje koje je odabrano tijekom snimanja. Jedino širokokutna kamera ima optičku stabilizaciju slike. Podržan je i portretni način sa šest svjetlosnih efekata kao i napredni bokeh i upravljanje dubinom. Kad je noć, telefon se automatski prebacuje u noćni način slikanja, što proizvodi svjetlije fotografije s manje šuma u slabo osvijetljenim okruženjima. Aplikacija za kameru iznova je dizajnirana i ima nove mogućnosti, kao što je traka za brzi prijelaz s objektiva na objektiv i mogućnost "QuickTake" koja korisniku omogućuje da, držeći prstom na gumb za slikanje, snimi videozapis. Apple je također najavio mogućnost "Deep Fusion" koja koristi umjetnu inteligenciju i strojno učenje za obradu slika; postala je dostupna 29. listopada 2019. u sklopu softverske nadogradnje na iOS 13.2.

### Softver
Predinstalirana inačica softvera jest iOS 13, koja sadrži Siri, Face ID (pomoću kamere TrueDepth), Apple Pay i podršku za Apple Card. Na uređaj se može instalirati iOS 14.

## Prijam
Naišao je na pretežno pozitivnu reakciju. Pohvaljene su performanse, baterija i kamere, dok je zaslon kritiziran. Kritičari su također naglasili da je urez na vrhu zaslona prevelik za telefon objavljen 2019. godine. Prema izvješću Counterpoint Researcha postao je drugi najprodavaniji model širom svijeta u 2019. godine, i to za nešto manje od četiri mjeseca od puštanja u prodaju.

## Vanjske poveznice
- iPhone 11 na apple.com